# Église Santa Maria degli Angeli
Pour les articles homonymes, voir Sainte-Marie-des-Anges.
L'église Santa Maria degli Angeli est une église catholique avec couvent augustinien de Venise, en Italie. 

## Localisation
Elle se trouve à l'ouest de l'île de Murano sur le canale degli Angeli.

## Historique
Le monastère et l'église ont été construits par Giacomina Boncio avec la règle de Saint Augustin sur un terrain qui lui fut cédé par Ginevra Gradenigo.
Monastère et église furent reconstruits trois siècles plus tard, et l'église fut achevée et consacrée en 1529.
Elle fut initialement dédiée à Santa Maria et San Giacomo.
À l'intérieur figurent, entre autres, deux tableaux du peintre vénitien Francesco Zugno (1709-1787), Le Christ guérissant les Dix lépreux et la Guérison du Paralytique. 
Le monastère, qui dépendait directement du Saint-Siège et jouissent de grands privilèges et exemptions, fut exproprié le 1er juillet 1806, par décret royal du 8 juin 1805, et supprimé le 12 mai 1810. En 1832, il fut même démoli.
L'église a été fermée en 1848 parce qu'elle menaça de s'effondrer. Elle fut rouverte en 1863. Récemment, elle fut soumis à une restauration en profondeur.
La Gallerie dell'Accademia de Venise a fait l'achat en 1924 d'un tableau du Tintoretto Le songe de st Marc peint vers 1585.

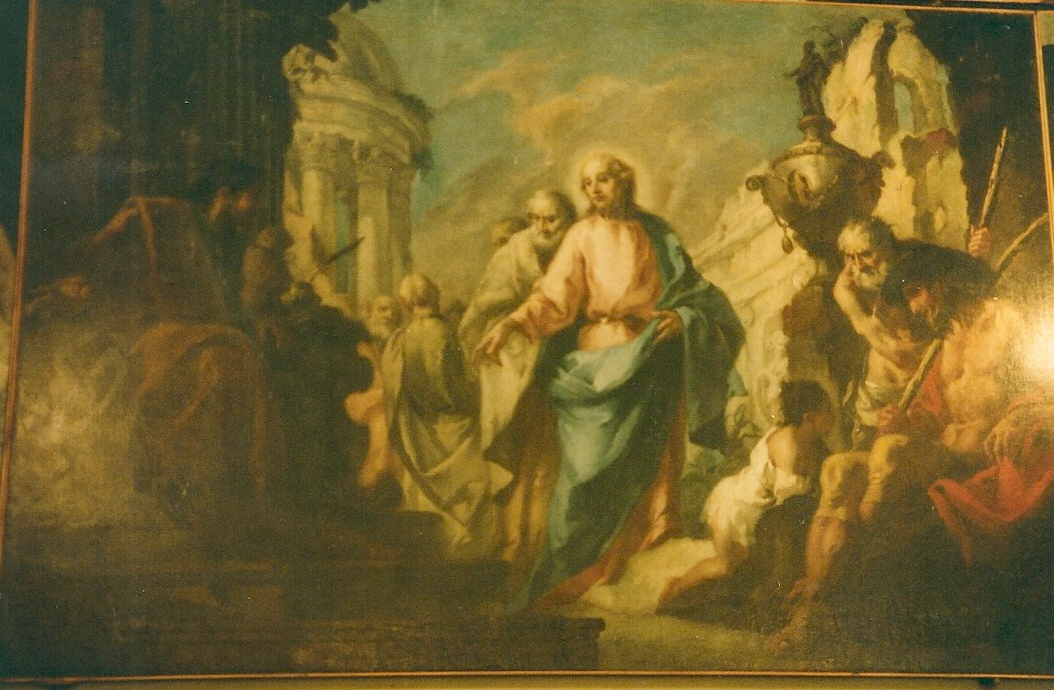
Guérison du Paralytique, huile sur toile, 300cm x 170cm, de Francesco Zugno
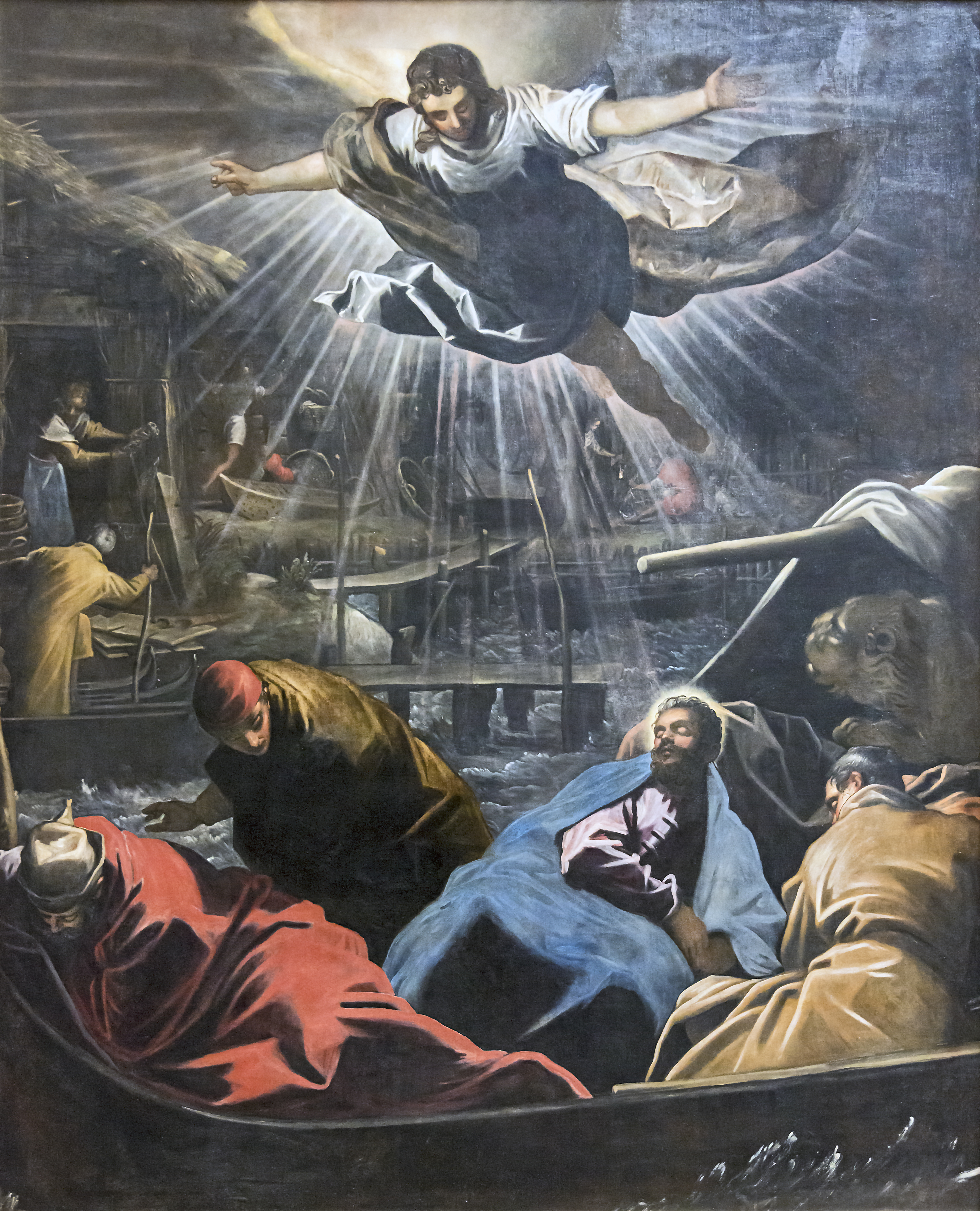
Le songe de saint Marc du Tintoretto